# Jean Royol
Jean Royol est un homme politique français né le 15 mars 1796 à Tournon-sur-Rhône (Ardèche) et mort le 23 février 1864 à Tournon-sur-Rhône.

## Biographie
Avocat à Paris puis à Tournon en 1821, il est juge de paix en 1830 et président du tribunal civil de Tournon en 1833. Il est député de l'Ardèche de 1848 à 1849, siégeant à droite.

## Sources
- « Jean Royol », dans Adolphe Robert et Gaston Cougny, Dictionnaire des parlementaires français, Edgar Bourloton, 1889-1891 [détail de l’édition]